# 老鸦坝水库
老鸦坝水库是中国江苏省南京市溧水区境内的一座水库，位于新桥河上，建于1959年。水库正常库容为487万立方米，集雨面积为18平方千米，海拔为34米。